# Kerin Lake
Pour les articles homonymes, voir Lake.
Pas d'image ? Cliquez ici

a Compétitions nationales et continentales officielles uniquement.

b Matchs officiels uniquement.
Dernière mise à jour le 17 juin 2025.
Kerin Lake, née le 24 mai 1990 à Neath (pays de Galles), est une joueuse internationale galloise de rugby à XV évoluant au poste de centre. Elle joue au Gwalia Lightning.

## Biographie
Kerin Lake naît le 24 mai 1990 à Neath au pays de Galles.
En 2022, elle joue en club avec le Gloucester-Hartpury RFC. Elle compte 38 sélections en équipe du pays de Galles quand elle est retenue en septembre 2022 pour disputer sous les couleurs de son pays la Coupe du monde en Nouvelle-Zélande.
À l'automne suivant, elle fait partie des trente joueuses qui partent dans cette même île participer pour le pays de Galles au WXV 2023.

## Palmarès
- Vainqueur du Championnat d'Angleterre en 2023 et 2024.